# Fanamet
Fanamet war der von 1925 bis 1927 bestehende gemeinsame europäische Filmverleih der US-amerikanischen Filmgesellschaften Famous Players, First National und Metro-Goldwyn-Mayer.

## Zielsetzung
Das Konsortium sollte die Marktdurchdringung der kleineren Länder Ostmitteleuropas, des Baltikums und der Balkanhalbinsel vorantreiben. Sie wurden auf diese Weise zu einem größeren, wirtschaftlicheren Absatzmarkt zusammengefasst:
- Estland
- Lettland
- Litauen
- Polen
- Tschechoslowakei
- Österreich
- Ungarn
- Jugoslawien
- Rumänien
- Bulgarien
- Griechenland
- Türkei

Für Deutschland, in dem es mit der UFA bereits ein großes Filmunternehmen gab, das mit den amerikanischen Gesellschaften konkurrieren konnte, war zugleich die Parufamet gegründet worden. Beide Unternehmen hatten ihren Sitz in Berlin. In Großbritannien und Frankreich erfreuten sich amerikanische Filme schon so großer Beliebtheit, dass man hier keine Veranlassung sah, den Vertrieb zu forcieren. 

## PR-Maßnahme
In allen von der Fanamet betreuten Ländern organisierte die Gesellschaft 1926 nach amerikanischem Vorbild nationale Schönheitswettbewerbe, die Anfang 1927 in der ersten Wahl zur Miss Europe gipfelten. Als Siegespreis war die Titelrolle in einem Hollywood-Film ausgelobt worden. Diese Wettbewerbe fanden in den dortigen Pressemedien große Beachtung. Verschiedene Teilnehmerinnen wurden hier für den Film „entdeckt“, zum Beispiel die Slowenin Ita Rina, die Österreicherin Betty Bird, die Kroatin Steffie Vida, die Tschechoslowakin Ela Poznerová, die Griechin Dina Sarri.   